# آرتور کورن
 آرتور کورن (انگلیسی: Arthur Korn؛ زاده ۲۰ مهٔ ۱۸۷۰ درگذشته ۲۱ دسامبر ۱۹۴۵) یک فیزیک‌دان اهل آلمان بود.